# Мериш (Мехединци)
Мериш (рум. Meriș) насеље је у Румунији у округу Мехединци у општини Броштени. Oпштина се налази на надморској висини од 174 m.

## Становништво
Према подацима из 2002. године у насељу је живело 596 становника, од којих су сви румунске националности.